# Vi Jones
Levi Jones (Austin, 5 maggio 1998) è un giocatore di football americano statunitense che milita nel ruolo di linebacker per i Tampa Bay Buccaneers della National Football League (NFL).

## Carriera

### Seattle Seahawks
Dopo non essere stato scelto nel Draft NFL 2022, Jones firmò con i Seattle Seahawks. Fu svincolato il 30 agosto 2022, ma rifirmò con la squadra di allenamento il giorno successivo.
Jones fu promosso nel roster attivo il 12 novembre. Debuttò come professionista contro i Tampa Bay Buccaneers nella gara della settimana 10 giocando 10 snap negli special team. Il giorno successivo tornò nella squadra di allenamento. In seguito tornò nel roster attivo, disputando le gare delle settimane 13 e 14, e tornando nella squadra di allenamento tra le due partite. Fu promosso nel roster attivo un'ultima volta il 31 dicembre. La sua stagione da rookie si concluse con tre presenze, giocando esclusivamente negli special team.

### Tampa Bay Buccaneers
Il 22 novembre 2023 Jones firmò con la squadra di allenamento dei Tampa Bay Buccaneers..

## Vita privata
È il figlio di Robert Jones, un linebacker che ha giocato per dieci stagioni nella NFL. È il fratello minore di  Zay Jones, wide receiver dei Jacksonville Jaguars, e del ricevitore Cayleb Jones, ex dei Minnesota Vikings. È anche nipote dell'ex quarterback della NFL Jeff Blake.